# Galyna Markushevska
Galyna Markushevska (Vinnytsia, 16 de julho de 1976) é uma ex-handebolista profissional ucraniana, medalhista olímpica.
Galyna Markushevska fez parte do elenco da medalha de bronze inédita da equipe ucraniana, em Atenas 2004.